# الخط الأمامي

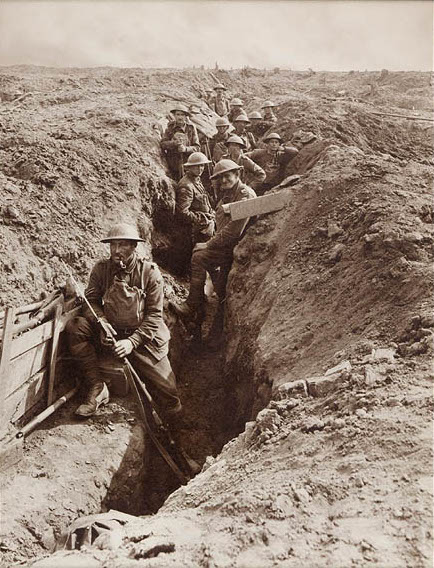
الأستراليون في خندق المواجهة خلال الحرب العالمية الأولى. الصورة التي التقطها النقيب. واو هيرلي، في وقت ما بين أغسطس 1917 وأغسطس 1918.

الخط الأمامي (أشكال بديلة: خط المواجهة أو الجبهة) في المصطلحات العسكرية هو الموضع (المواقع) الأقرب إلى منطقة النزاع بين أفراد ومعدات القوات المسلحة، والتي تشير عمومًا إلى القوات البحرية أو البرية. عندما تتشكل جبهة (حدود مقصودة أو غير مقصودة) بين الجانبين المتعارضين، يكون الخط الأمامي هو المنطقة التي تتورط فيها الجيوش في نزاع، وخاصة خط الاتصال بين قوات المعارضة. في نزاع عسكري، إذن عندما تواجه الخط الأمامي، فإنك تواجه العدو.
تستخدم جميع فروع الخدمات المسلحة للولايات المتحدة المصطلحات الفنية ذات الصلة، الخط الأمامي للقوات الخاصة (FLOT) والحافة الأمامية لمنطقة المعركة (FEBA). تُستخدم هذه المصطلحات كتدابير للتحكم في فضاء القتال تحدد فيها القوات البحرية أو البرية الأكثر ودية في ساحة المعركة في وقت معين أثناء النزاع المسلح. قد يشمل FLOT / FEBA قوى التغطية والغربلة. الخط الأمامي لقوات العدو (FLET) هو FEBA من منظور العدو.

## علم أصول الكلمات
على الرغم من ظهور مصطلح «الخط الأمامي» لأول مرة في عشرينيات القرن العشرين، إلا أنه في عام 1842 فقط تم تسجيله مستخدمًا بالمعنى العسكري. كان أول استخدام لها كصفة من عام 1915.